# 查克·葉格
查尔斯·艾伍德·「查克」·葉格（英語：Charles Elwood "Chuck" Yeager，/ˈjeɪɡər/ YAY-gər，1923年2月13日—2020年12月7日），退役美國空軍准將，持有王牌飛行員（Ace）稱號的二戰空戰英雄，美國空軍與NASA試飛員，第一個突破音障的人類（雖然紀錄有點爭議），被認為是20世紀人類航空史上最重要的傳奇人物之一。

## 生平

### 童年至二戰期間
葉格是在1923年2月13日出生於美國西維吉尼亞州邁拉的一個貧窮家庭，並且在附近的哈姆林村長大。1941年9月，18歲的他在高中畢業後，加入了美國陸軍航空團（United States Army Air Corps，也就是美國空軍的前身）擔任機械工的職務，1942年7月他在擔任AT-11的地勤官時被選為培訓飛行員。在完成飛行訓練後，葉格在1943年3月10日時加入第363戰鬥機中隊繼續受訓，並且隨部隊在當年11月時移師英格蘭，原本在受訓時是使用P-39戰鬥機的該部隊在駐紮歐洲後開始換用新登場的P-51野馬式（Mustang）戰鬥機。
葉格在1944年2月11日首次出勤正式參與第二次世界大戰，他在3月4日的一場轟炸柏林的護航任務中，首度創下個人生平的擊墜紀錄——一架德國空軍的Bf-109戰鬥機——但卻在隔天的第8次出勤、轟炸法國波爾多（Bordeaux）任務中遭到一群Fw-190擊落。被擊落後的葉格在德軍佔領區的森林內遇到當時的法國抵抗軍——马基（Maquis），並且在他們的協助下越過法國跟西班牙交界的庇里牛斯山，成功地由當時還是中立區的西班牙返回英國。雖然根據當時美軍的原則，曾遭到擊落並逃脫的飛行員不能再參與交戰區上空的作戰（此舉主要是為了避免飛行員再度於戰區被俘時，洩露曾協助脫逃之抵抗軍機密），但葉格還是上訴成功（理由為當時盟軍已進軍法國，且马基已轉暗為明協同盟軍在正面戰場與德軍作戰，無洩密問題），因而獲得當時盟軍總指揮官艾森豪上將的授權，得以重返戰場。
葉格天生就擁有非常好的視力，這使得他在當時那種還沒有機上作戰雷達設備的空戰中佔有極大優勢，一直到戰爭結束他總共創下12.5次的個人擊墜紀錄，其中包括10月12日時在同一天內擊落五架Bf-109與11月27日時擊落4架Fw-190，單日五次擊落的記錄讓他成為美國陸軍航空隊在西北歐戰區的第一位「單日空戰王牌」（源自於第一次世界大戰時的慣例，擁有五次被確認擊落紀錄的飛行員，可以擁有王牌的稱號）。截至1945年1月15日止，葉格總共出勤過64次，作戰飛行時數270小時，他駕駛過的P-51B、51C、51D三架不同的野馬戰機全都是以他的未婚妻葛蘭妮斯·菲·迪克豪斯（Glennis Faye Dickhouse）來命名，他們也在葉格1945年2月返回美國後，順利成婚。

### 試飛生涯
返國後的葉格曾在德州擔任過一小段時間的飛行教官職務，之後軍方施行一個新的規定，曾在作戰中順利逃脫敵境的軍人，有資格在回國後自選駐地單位。由於家庭因素葉格選擇了離家鄉最近的俄亥俄州萊特機場（Wright Field, OH），卻不料這無心插柳讓他因緣際會成為第一個突破音障（或至少，在有明確監控記錄的情況下突破音障）的人類。
由於同時擁有擔任地面維修人員與飛行員的資歷，葉格被指派擔任位在萊特機場的陸軍航空團飛行測試中心戰鬥機測試組之助理維修長一職，這個職位主要的工作是在測試每架被送到此處維修的戰鬥機是否一切正常，意味葉格有非常多的機會試飛各型的新舊戰機，甚至包括當時才剛量產正準備大量服役的噴射機。當時飛行測試中心的指揮官，亞伯·波伊（Albert Boyd）上校注意到軍階上尉的葉格擁有非常高的潛力，因為他不只是飛行技術高超，對於各型飛機的機械系統也有豐富的認知。在1945年秋天，波伊率領一群試飛員前往南加州莫哈維沙漠（Mojave Desert）中的慕洛陸軍機場（Muroc Army Air Field，今日愛德華空軍基地的前身），測試洛克希德（Lockheed）最新推出的P-80A流星式（Shooting Star）戰鬥機，後者是美國第一架真正實用化的噴射戰鬥機，當時葉格也在這群最早進入噴射時代的飛行員之列。
在指揮官波伊的要求下，葉格從一批試飛員中脫穎而出，負責駕駛一架P-80A返回萊特機場，並在不久後徵詢他是否有興趣前往試飛員學校受訓。雖然葉格僅有高中的學歷是他繼續晉升的最大障礙，但由於主官對他的高度信心與他的確擁有壓倒群雄的天賦，他馬上從許多飛行員中脫穎而出。在試飛員學校中他結識了幾個對他人生有重大影響的朋友，飛行工程師傑克·瑞德里（Jack Ridley）與同樣來自萊特機場的另一位飛行員，巴布·胡佛（Robert "Bob" Hoover），三個人在之後，一同參與了一個徹底改變人類飛行史的計畫。

### 突破音障

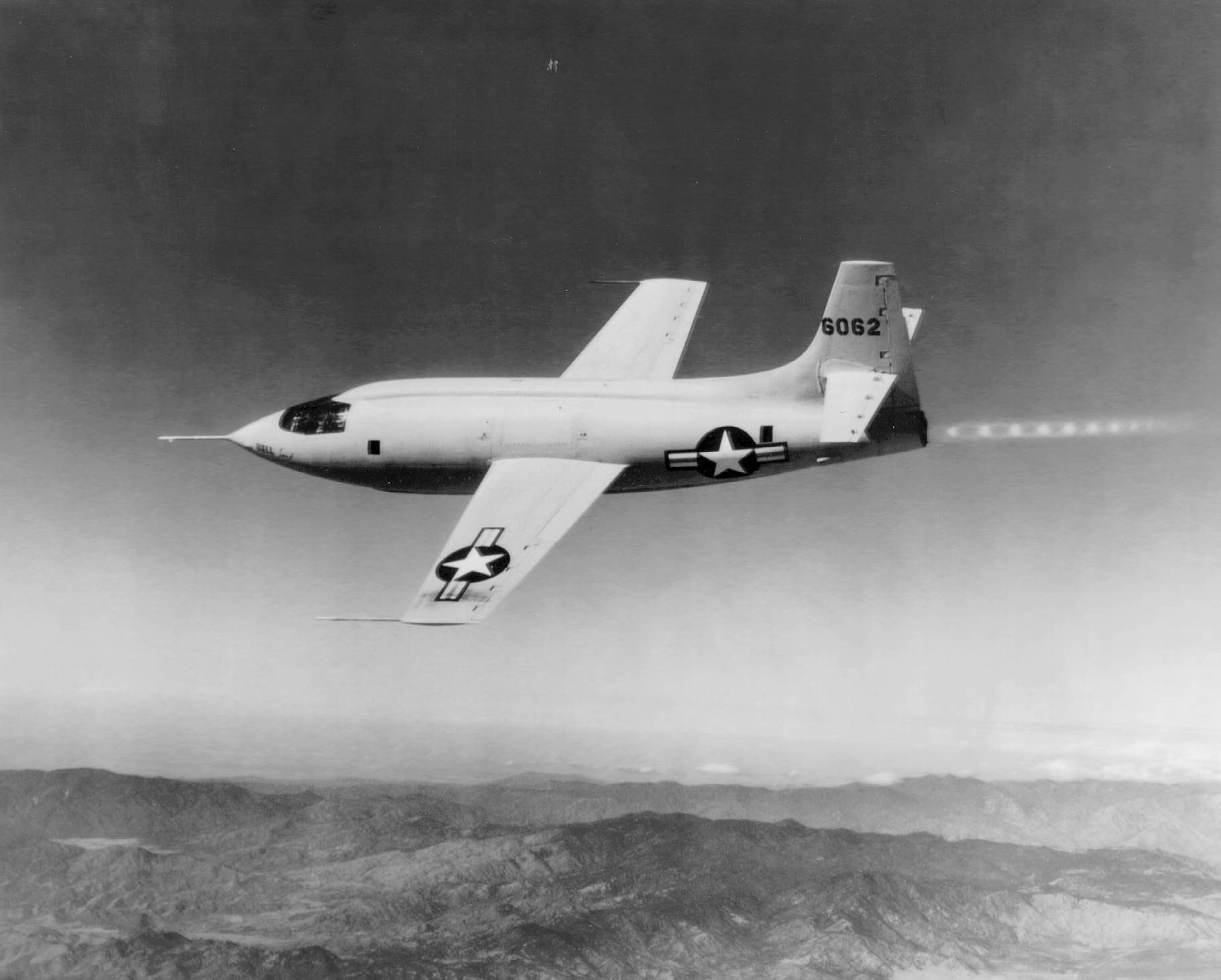
X-1一號機，也是第一架突破音速限制的載人飛機

當時在加州的慕洛基地，貝爾飛機公司（Bell Aircraft Company）與國家航空諮詢委員會（National Advisory Committee for Aeronautics，NACA，也就是NASA的前身）正在合作開發一架非常特別的新飛機，一架能夠飛得比當時任何飛機還快的實驗機——貝爾X-1。這架飛機的存在只有一個目的，那就是打破音障，一個曾經一度被很多航空工程師認為是飛行物理的極限之障礙。因為在第二次世界大戰後期，有些飛機在高速俯衝之下，翼面會接近音速而產生劇烈的顫動或者是無法控制的現象，這個現象最早是在1930年代，研究螺旋槳葉片在高轉速下葉片端的現象所衍生出來、對高速飛行的研究方向，直到1940年代還沒有一位在相關領域工作的研究人員，可以確切地描繪或者推測在音速另一頭的飛行狀態，也不知在那狀態下飛機或遭遇到什麼樣的問題。以當時累積的空氣動力學方面的知識和計算下，許多工程師認為聲音的速度（1馬赫）應該是人類飛行的速度極限，但也有另一派人認為，既然子彈的速度早就可超越聲音的速度許多，音速絕對不可能是飛行物體的速度極限。
以這樣的基礎，X-1被設計成一架像是.50口徑子彈形狀的飛機，它的體積不大，但卻配備了四具強力的火箭引擎作為動力，且擁有足以抵禦接近音速時強大震動力的堅固機身，理論上能夠承受高達18 G（地心引力）大小的加速度。在慕洛基地開發X-1的貝爾公司原本希望這架飛機能夠由民間的飛行員駕駛著突破音障，但是在1947年初，因為與他們的試飛員查莫·「滑頭」·古德林（Chalmers "Slick" Goodlin）之間無法達成協議，再加上原本負責開發飛機與試飛工作的貝爾公司認為政府開出的固定續約價格不符合他們的投資效益，因此這個試飛計畫突然轉變成由軍方參與的軍民合作型態，由陸軍航空團負責操作X-1一號機，貝爾負責X-1二號機，前者主要負責高速飛行實驗，後者則是收集與改良資料以便替後續的改良版本X-1鋪路。由於古德林要求進行X-1突破音障的試飛需要高額的額外獎金，得知此事的波伊上校開始遊說上層，最後終於成功地讓X-1計畫納入他的管轄之下，而旗下愛將葉格自然也成為執行此試飛任務的不二人選，並且由葉格的好友胡佛擔任後補飛行員，並由傑克·瑞德里擔任計畫的飛行工程師。一席人在1947年七月時進駐慕洛基地，開始嘗試音障的突破。
X-1的獨特設計讓它不具有從地面起飛的能力，取而代之，它必須由一架改裝過的B-29超級空中堡壘（Superfortress）轟炸機做載台，攜帶它飛行到足夠的高度之後，再釋放開來、點燃本身的動力、實際進行飛行。飛行員必須在B-29母機飛到高空後由母機爬進X-1機身側面的一個窄小艙門，將其緊閉，然後進行實際飛行。使用液態氧與酒精混合物作為燃料的X-1只有短短幾分鐘的續航力，之後就會將燃料用盡，依靠滑翔的方式飛回羅傑旱湖（Roger Dry Lake）平坦的湖床上降落（這也是為何試飛計畫要選擇慕洛機場作為場地，因為這附近空無一物的平坦地形，幾乎處處都可當降落滑行道）。初期的三次試飛X-1並沒有攜帶燃料，只是進行單純的重力滑降以便讓葉格熟析X-1的操控特性。直到1947年8月29日葉格進行了第一次的點火試飛，並且對X-1的性能表現大為吃驚，他深知有了X-1這種工具，要突破音障絕對是勢在必得。
雖然X-1很明顯得看得出擁有打破音障的能力，但波伊上校仍然要求部屬從較低的0.85馬赫開始（在貝爾試飛的時代，就已完成過0.82馬赫的成績），以每次0.02馬赫的增量慢慢提升X-1的飛行速度直到突破音速，每一次的飛行都能收集到一些資料，經過分析後作為下一次飛行的參考數據。在接下來的幾次近音速的飛行中，葉格發現飛機會遭遇嚴重的衝擊波包圍現象且機首會不自主的朝上或朝下偏。而在10月10日的第8次飛行中，突然有道衝擊波在X-1的升降舵附近產生，雖然那天飛機的速度曾一度到達0.997馬赫幾乎就要突破音障了，但因為升降舵完全失去功能葉格無法控制飛機的俯仰，他只好將火箭引擎的動力切掉降低X-1的速度重新恢復控制。還好，當初在設計時，貝爾公司給了X-1一個可以改變攻角的水平尾翼，瑞德里建議葉格可以在那種情況下使用水平尾翼進行微幅的角度調整來代替失效的升降舵，以便修正飛機在接近音速時無法避免的上偏或下偏現象。
10月12日，就在進行下一次試飛之前，葉格夫婦出外至附近的農場用晚餐後，在飯後騎著農場的馬兒出去溜達。他們比賽騎著馬看誰先跑回農場，卻不料農場的圍籬柵門已經關上，在夜色中看不清前方的葉格騎著馬撞上柵門，馬將他拋離，當葉格重重地落在地上後，衝擊力弄斷了他兩根肋骨。葉格很清楚他的主管如果知道他受了傷，是絕不可能讓他進到X-1的駕駛艙裡的，因此他緊急找了個基地外的醫生替他的傷勢作了簡單的治療，若無其事回基地繼續參與試飛工作。當時唯一有個問題，那就是X-1的駕駛員是在飛機升空後才從B-29母機通過狹小的艙門爬入X-1，然後由實驗機內側將艙門拉上、緊閉。肋骨受傷的葉格沒有力氣坐在駕駛艙內將側門拉上，為了解決這問題他的好友、也是計劃的工程師傑克·瑞德里拿了根掃帚柄改裝成拉門用的槓桿機構，幫助葉格成功將艙門關上。
在地面上試驗過關門的動作沒問題後，葉格在10月14日升空進行了下一次的試飛，他在X-1脫離了B-29之後迅速點燃四具火箭引擎快速前衝，之後他關閉其中的兩具火箭，在X-1的馬赫計顯示0.83、0.88與0.92的刻度時分別進行過機尾水平尾翼的角度調整，發現小幅度的尾翼角度調整真的能夠有效控制住機身動態。他在到達42,000呎（約12,800公尺）的高度後保持平飛，在0.92馬赫的狀態下啟動第三具引擎，X-1迅速地衝刺到0.98馬赫，43,000呎的高度，就在此時馬赫計突然亂跳破錶失去作用，地面中心隨即傳來回報，指稱他們聽到遠方傳來雷聲一般的巨響。事實上這聲音是X-1載著葉格突破音障瞬間產生的音爆，在穿越音障後，原本的那些機身不穩與偏斜的問題突然消失無蹤，超音速的飛行比人類當初想像異常平順了很多。葉格讓X-1的引擎持續運作了20秒，到達1.06馬赫的速度後關掉引擎回到次音速的世界。雖然突然間就打破音障這件事有點出乎葉格與飛行實驗小組的意料，但他們仍締造了人類飛行史上一個很重要的里程，在萊特兄弟成功地克服地心引力飛離地面之後的45年，人類首次脫離聲音的束縛進入超音速的領域。

### 黃金歲月

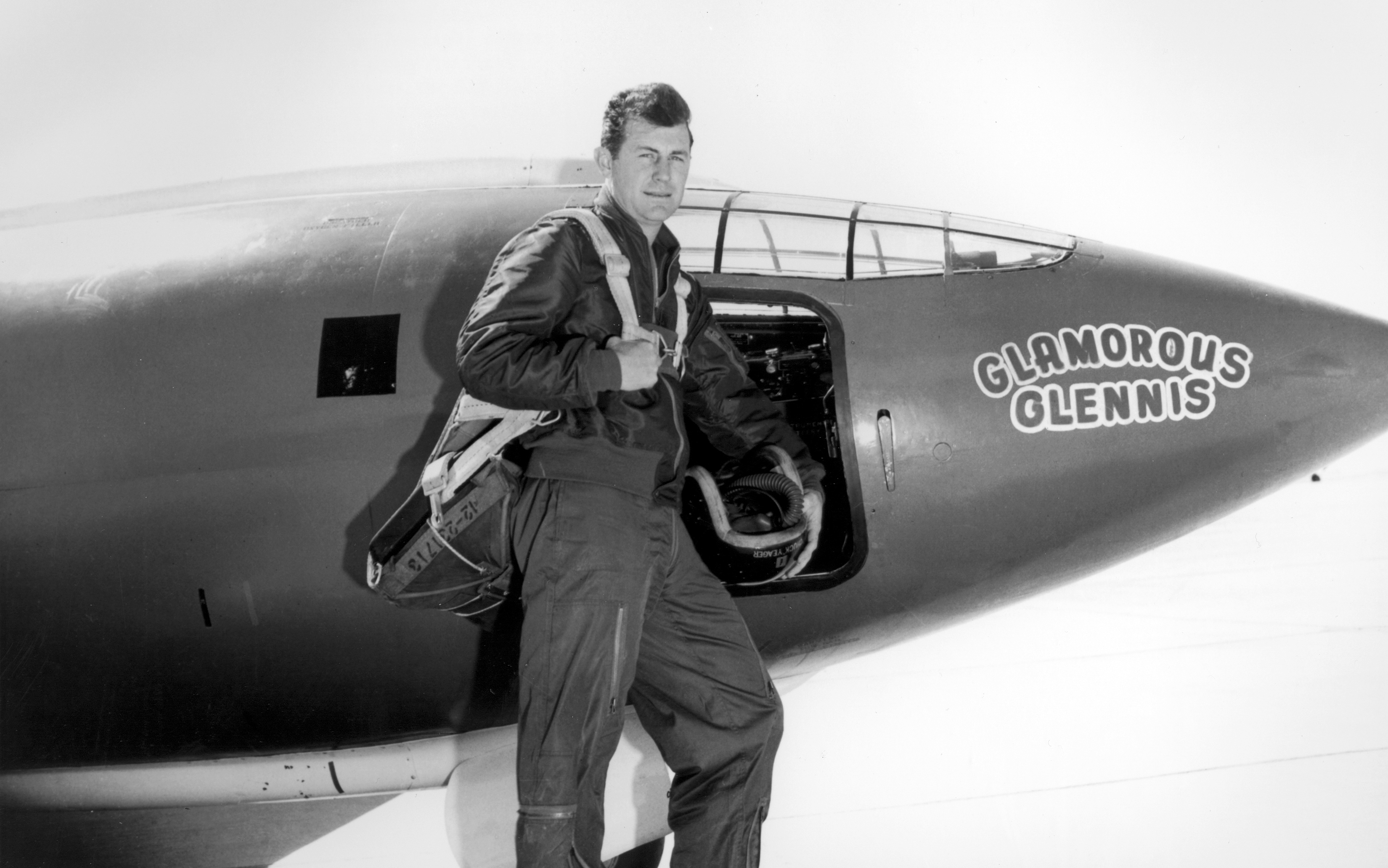
葉格與他的X-1「迷人葛蘭妮斯號」合影，圖中可以見到用來從B-29母機爬入X-1用的窄小側門

因為打破音障一砲成名，葉格變成了人人皆知的傳奇性人物，進行過許多飛行測試與試驗，在1947年到1954年的七年間，他總共進行過45次共61小時的試飛，駕駛過多達12種、用途各有不同的飛機，締造出讓許多飛行員眼紅的個人紀錄。
在他這許多飛行資歷中，有幾件特別值得一提的事件。1953年9月27日，萊特飛行發展中心受命派員前往日本沖繩島上的嘉手納空軍基地（Kadena AFB），接收一架剛由北韓駕駛員帶機投誠的俄製米格-15戰鬥機（北約代號「柴把」，Fagot），進行試飛評估。葉格負責試飛，他把米格機帶到55,000呎的高空中，並且在有失去升降舵控制可能的情況下，利用幾近垂直俯衝的方式將米格-15加速到它的速度極限0.98馬赫。這次的試飛証明了米格-15雖然因操控不穩、常常在飛行中無預警地翹起機首或水平打轉而獲得「飛行陷阱」的渾名，但是相對於美國當時主力的F-86「軍刀式」（Sabre）戰鬥機，米格-15仍然擁有較優秀的爬升力、最大升限與加速能力。
1953年12月12日，葉格駕駛著由貝爾改良過的新一代火箭實驗機X-1A，在攀爬上62,000呎的高空後開始修正飛機的姿勢，並且在75,000呎時達到1.9馬赫的平飛狀態，然後啟動最大動力輸出，一路加速到2.44馬赫（約2650公里／小時）。在到達最高速後葉格切斷X-1A的動力，但機身卻突然在那一瞬間開始向左偏轉，他想辦法把機身修正，結果飛機竟突然又往右劇轉，就這樣一左一右劇烈偏擺，他遇到人類在此之前從來沒遇到過、一種叫慣性耦合（Inertia Coupling）的現象。葉格在掙扎了一陣子之後，整架X-1A已經陷入無方向性亂翻的程度，他在下墜了50,000呎的高度後，終於在25,000呎的高度時將飛機控制住。

### 重返沙場

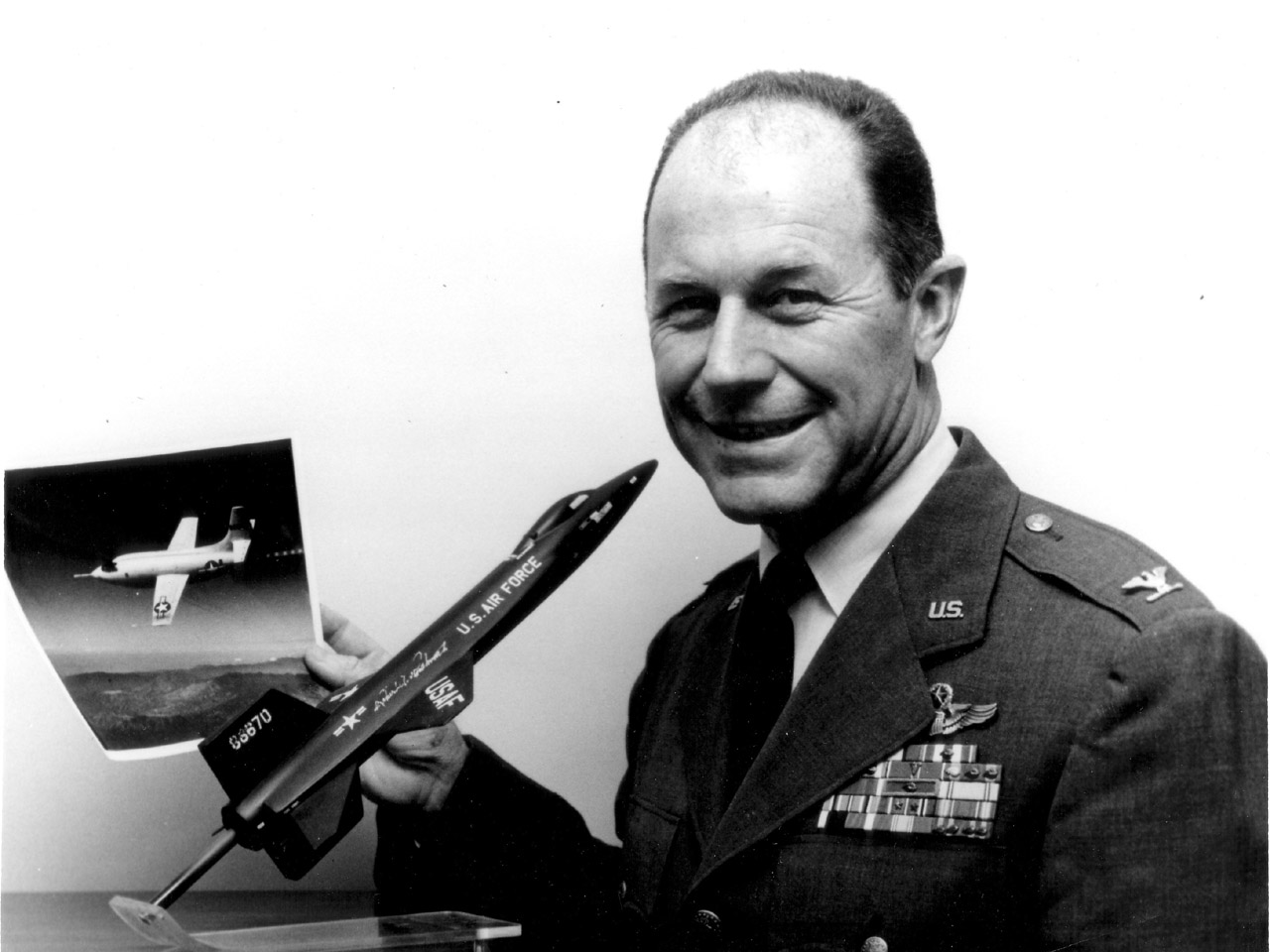
擔任美國空軍航太研究飛行員學校指揮官期間的查克·葉格

1954年後葉格重回「軍旅」（先前七年他雖然一直是空軍的一份子，但卻幾乎是集中在執行與作戰任務無關的研究飛行工作），與之前不同，重返沙場後他擁有了自己指揮的部隊——第417戰鬥轟炸中隊（417th Fighter Bomber Squadron），是第50戰鬥轟炸大隊的一部分。這支部隊曾駐守過德國與法國等地，主要是操作F-86H軍刀機，在他的指揮期間該中隊逐漸從原本的飛行護衛單位轉型成戰術核武任務單位。由於葉格的盛名，他與他的部隊幾乎可說是美軍指派參加各種西歐各國間軍事訓練比賽的內定單位，而他也總是不負厚望。葉格與417中隊甚至曾在駐歐美國空軍（U.S. Air Forces in Europe，USAFE）錦標賽中，蟬聯1955年與1956年兩屆的冠軍。雖然葉格一直是以他的試飛員身份聞名，但在他本人的認知中，卻仍然沒有忘記自己身為戰鬥機飛行員的背景，高明的空戰纏鬥技巧也讓他的屬下難以跟上或匹敵。
1957年時，葉格接掌第一日間戰鬥機中隊（1st Fighter Day Squadron），駐地喬治空軍基地（George AFB），該中隊操作的機種為全新登場的F-100「超級軍刀」式（Super Sabre）噴射戰鬥機，被視為是美國空軍戰術司令部（Tactical Air Command, TAC）底下最精銳的單位。該中隊負責發展一套當時前所未見的新技術——空中加油，以便讓戰鬥機部隊擁有長程部署的能力，雖然在技術發展的過程中問題叢生，但最後，葉格終於在1958年時率領整個中隊的F-100，利用空中加油的方式，毫無瑕疵的實現一次完成的跨大西洋飛行任務，降落在大西洋對岸、位在西班牙境內的摩倫基地（Moron Air Base），也是戰術司令部底下第一次越洋部署戰鬥機中隊的紀錄。

### 育化精英

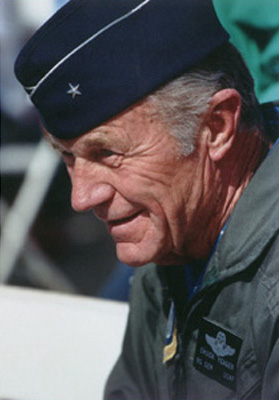
查克·葉格，2000年时。

1961年時，官拜上校的葉格回到已經改名的愛德華空軍基地擔任飛行測試副主任的職務，他同時也是新成立的美國空軍航太研究飛行員學校的指揮官，該校是美國軍方（或甚至全世界）第一個專門訓練太空飛行員的類似機構，並且以訓練嚴格著稱（學生結訓畢業的比例，只有1%的水準）。在1961年到1971年該校運作的十年間，ARPS共訓練出37位畢業生，其中有26人被實際選為太空人，參與過雙子星座、阿波羅與太空梭飛行任務。我們可以說，葉格本人雖然從來沒有上過太空，但是幾乎所有美國在冷戰軍備競賽時代所派出的太空飛行員，都曾直接或間接受教於葉格過，而讓他也變成太空科學領域的重要貢獻者之一。然而葉格本人雖然一直名列在最早期的太空人徵選計畫名冊當中，但卻因僅有高中學歷和地方腔調較重的緣故沒能實際入選，這可以說是少數讓他在當時頗為遺憾的一件事情。
1963年12月10日，葉格駕駛著擁有噴射引擎與火箭引擎兩種動力的超高空飛行實驗機NF-104A二號機（機身編號56-762），在104,000呎（約31,700公尺）的超高空中突然失控進入水平旋轉的狀態，葉格在飛機直墜至11,000呎的高度時成功啟動機上的彈射椅保住一命，但卻被彈射椅火箭推進器產生的高溫火焰灼傷顏面，NF-104A也無法避免地墜毀。事後調查發現NF-104A的失控起因於飛機上的J79型噴射引擎在已經熄火後進行火箭推進爬升的階段時，產生了一些排存效應（Spooling，一種熄火後的引擎有殘餘燃燒而繼續排放出推進熱氣的現象），多餘且與火箭推進引擎不同軸線的推力讓NF-104A產生過大的攻角，終於失控開始自旋。技術上來說這是實驗機的設計失誤，並非葉格的操作不當所造成。
1966年，葉格接掌美國空軍第405飛行大隊，這是一個以菲律賓克拉克空軍基地（Clark Air Base）為總部，但實際部署範圍遍及整個東南亞地區的前線部隊。405大隊包含了兩個分別駐守於總部克拉克與南越藩郎空軍基地（Phan Rang Air Base, South Vietnam）、操作B-57轟炸機的戰術轟炸機中隊，一個駐紮台灣的F-100戰鬥轟炸機中隊，兩個駐紮南越岘港市的F-102空防中隊，以及許多個使用各型不同機種的分遣隊，例如分別駐在峴港、泰國乌隆他尼與曼谷、操作F-4戰鬥機的單位。
身為部隊的主官，葉格通常會以10到12天的週期巡視各個單位，陪同屬下一同實際進行任務飛行，在這段期間內他累積了127次的出勤，414小時的作戰飛行時數，包括駕駛著B-57進行密接空中支援任務，是一名很願意與部下共患難的主官。1968年3月他接掌了第4戰術戰鬥機大隊，駐地韓國群山空軍基地（Kunsan AB）以因應普韋布洛號危機（Pueblo Crisis，美國間諜船普韋布洛號遭到北韓突襲扣押所造成的政治緊張事件），直到同年6月時才以空中加油的方式重新部署部隊回原駐地，北卡羅萊納州的西摩·強森空軍基地，並且受到拔擢晉升准將。

### 光榮退役

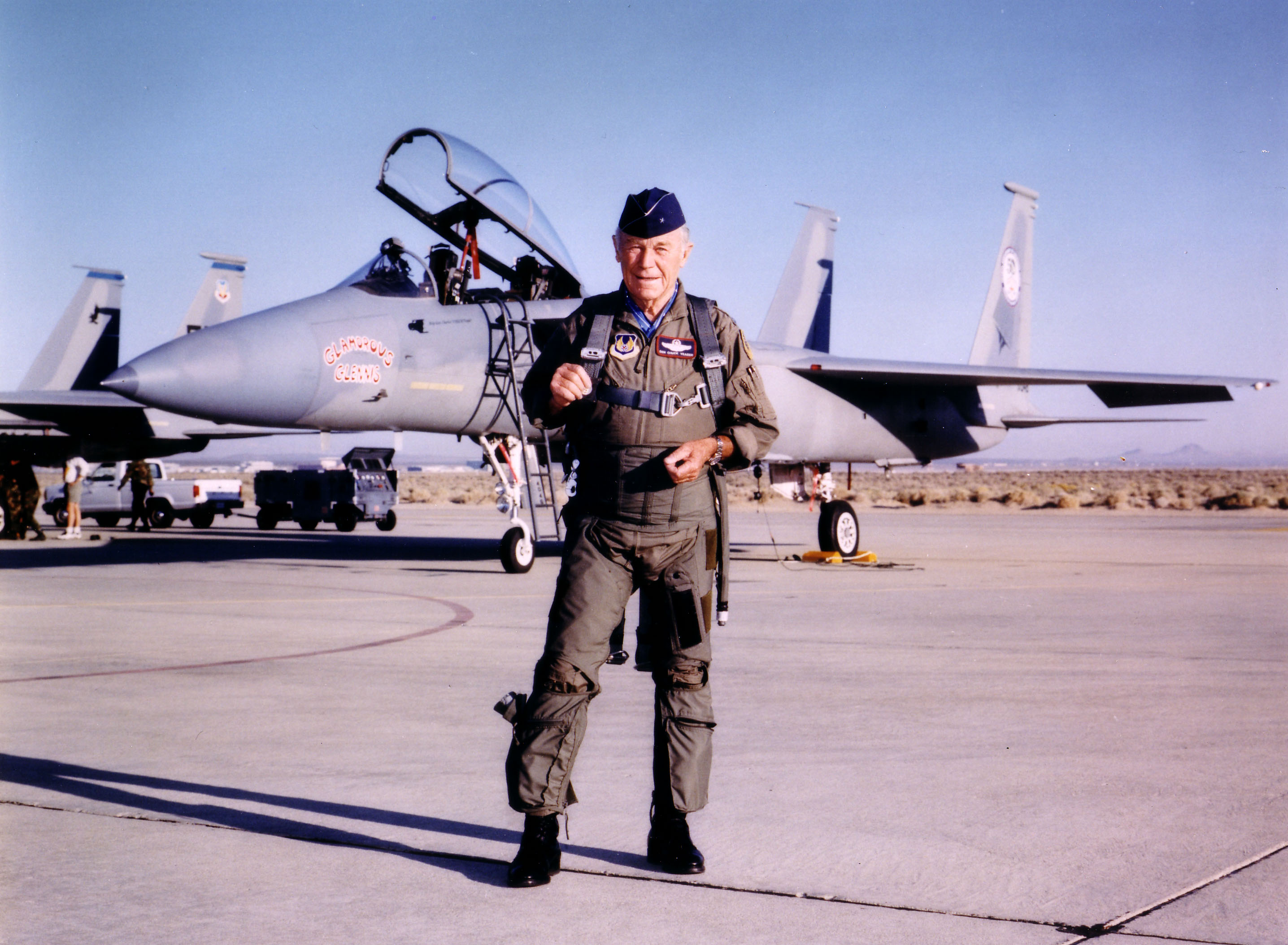
在超音速飛行50週年慶祝會上，時年74歲的葉格與載著他最後一次進行超音速飛行的F-15D合影

1969年7月，葉格被調派回歐洲，擔任美國第17空軍司令部的副司令，與西德軍方合作與訓練部隊。1971年1月，他受命擔任一個之前他從沒接處過的任務型態，在當時局勢頗為緊張的巴基斯坦，擔任美國的國防代表（U.S. Defense Representative），這是一個非直接屬於軍方的職務。稍後他在1973年3月重拾軍職，在加州諾頓空軍基地（Norton AFB, CA）擔任美國空軍航太安全主任（USAF Director of Aerospace Safety）。1975年2月25日，葉格回到愛德華空軍基地，進行他畢生最後一次的正式任務飛行，駕駛一架F-4C幽靈二式（Phantom II）戰鬥機，當他完成飛行爬出戰機的座艙時，他總共累積了10,131.6小時的飛行時數，駕駛過的飛機種類多達180種，無論是在質還是量的考量上，都是一般軍事飛行員望塵莫及的顯赫紀錄。三天後（2月28日），他在諾頓空軍基地參加了他自己的退伍歡送儀式，列席的賓客中，包括了吉米·杜立特上將（Jimmy Doolittle，著名「杜立德空襲」的指揮官），當初發掘他的老長官亞伯·波伊少將，與賈桂琳·「賈姬」·科克倫（Jacqueline "Jackie" Cochran，美國的女性飛官先驅者與世界上第一位突破音速的女性飛行員）。
卸除軍職後的葉格雖然不再像以往同樣過著精采刺激的挑戰生活，但身為美國空軍的重要偶像人物，他在其他領域的活躍是可想而知的，各種演講、技術顧問職務邀約不斷。1986年，當挑戰者號太空梭在STS-51-L任務中爆炸墜毀後，葉格曾受隆納·雷根（Ronald Reagan）總統請託參與事故調查工作。他在退休後一直保持良好的狀況，並且長期擔任過去服務的老單位、位於愛德華空軍基地的空軍飛行測試中心之顧問試飛員。
1997年10月14日，高齡74歲的葉格回到愛德華參加超音速飛行50週年的慶祝儀式，紀念1947年的同一天，他駕駛著貝爾X-1打破音障的創舉。以55年之久的飛行資歷身分，他爬上最新一代的「迷人葛蘭妮斯號」（Glamorous Glennis，是以當時已經過世的葉格夫人為名）——一架新銳的雙座F-15D鷹式（Eagle）戰鬥機，升空進行超音速飛行，由空軍中校特洛伊·馮丹納（Troy Fontaine）擔任他的副手，值得一提的是在該活動中跟飛的僚機——一架雙座型F-16戰隼（Fighting Falcon）式戰鬥機，是由葉格的多年老友、當年他在超音速飛行實驗時代的跟飛副手巴布·胡佛駕駛，而胡佛的同機副手、空軍上校吉米·杜立德三世（Jimmy Doolittle III），是杜立德將軍的孫子，他同時也是愛德華空軍基地空軍飛行研究中心的副指揮官——擔任與葉格當年同樣職務的後繼傳人。
2012年10月14日，高齡89歲的葉格來到美國空軍奈里斯基地(Nellis AFB)參加紀念X-1打破音障飛行65週年活動，再次搭上F-15D-27-MC(AF80-054)由飛行員David Vincent少校陪同升空，再次以1.4馬赫的速度進行超音速飛行。

## 紀錄爭議
雖然葉格是官方認定也是大部分人所熟知、第一個實際突破音障的人類，但在航空史上曾有兩個比較出名的案例挑戰了葉格這「史上第一」的地位。其一是二次世界大戰期間，德國空軍的飛行員漢斯·基多·穆克（Hans Guido Mutke），他在一場發生於1945年4月9日的空戰中，為了救援遭美國空軍追擊的僚機，而讓其所駕駛的梅塞施密特（Messerschmitt）Me 262噴射戰鬥機全速垂直俯衝，在過程中他遭遇到嚴重的高速亂流包圍（Buffeting）並且失去戰機的控制能力，並且在事後發現機上有許多固定螺絲之類的零件因為這現象而鬆脫受損。穆克並不知道當時他遇到的是什麼現象，但在兩年多後當他聽說到美國的葉格與X-1成功打破音障時，卻突然想起自己遇到的可能是穿音速時發生的特殊亂流現象，而出面聲稱自己才是第一個打破音速的人。因為當時的情況是在作戰狀況中，沒有任何人有辦法提出可以支持或反駁穆克說法的證明，但因為Me 262的官方極速是870公里／小時，離聲音在海拔12,000公尺（約39,000呎）的空中約1000公里／小時的平均速度尚遠，再加上穆克機上的空速錶與葉格的X-1一樣在高速時破錶損壞又欠缺地面監控，與穆克所遭遇到的「包圍」現象被證實可以在飛機的速度低於音速不少時就開始發生，因此一般來說穆克的超音速體驗宣言很少被實際承認。但另一方面，也有人認為，穆克的聲稱之所以不被當時的世人所採信，是起因於德國是戰敗國，其他國家並不想在戰後太過強調德國在戰時的技術發展成就。
至於另一個威脅到葉格地位的人，則是美國空軍自家的試飛員喬治·魏爾許（George Welch），魏爾許與葉格一樣都是美國在二戰時代的空戰英雄，不同的是魏爾許是在太平洋上的對日作戰戰場上活躍。1947年時魏爾許擔任北美航空（North American Aviation）的試飛員，一樣是在加州的愛德華空軍基地，負責擔任新型噴射戰鬥機F-86的開發試飛工作。由於當時貝爾與NACA所進行的X-1計劃花費了許多預算，被軍方視為是重點指標內定作為「突破音障」的必然後補，因此包括北美航空與魏爾許等這些其他單位都被上層勒令禁止從事超音速飛行的嘗試。但是1947年10月1日，在葉格突破音障兩週前，魏爾許駕駛了一架XF-86預產實驗機，不顧上級的禁令從35,000呎的高空中以幾近垂直的方式俯衝，確實地遭遇到穿音速時的亂流現象並且製造出連基地的地面人員都能聽到的音爆巨響。之後由於XF-86的起落架問題，魏爾許的全速試飛被延宕了兩週，在葉格成功完成超音速飛行前30分鐘時，再次從更高的空中俯衝突破音速。
由於魏爾許的超音速嘗試違反了美國空軍的指令，因此這項成就不僅沒在當時被拿來誇耀，反而是遭到軍方以機密的理由給封鎖，直到一年後才解密公開。縱使如此，美國空軍也不承認魏爾許是第一個打破音障的人，但他們在關於X-1與葉格的結果報告中卻很技巧性地寫道葉格是「第一個以平飛的方式打破音障的人」，特別強調「平飛」這件事讓人不禁聯想是否是政府方面為了迴避魏爾許的問題而想出的不得已說法。但總之，葉格無庸置疑仍然是第一個在有計劃性、嚴密監控的情況下，靠著飛機自身的動力而實際且確實地突破音障的人類。

## 其他曝光紀錄
由於葉格的高知名度與英雄形象，坊間會出現許多以他為名的出版物，並非是太令人意外的事情。美國新聞記者湯姆·伍夫（Tom Wolfe）在1979年時推出了一本以葉格為主角的類傳記性作品《太空先鋒》（The Right Stuff），就是講述以葉格為中心、關於美國最早期七名太空人的奮鬥史。這本書出版之後除了大大賣座外，也名列藍燈書屋（Random House）旗下的《當代文庫》（Modern Library）在1999年時所公佈的「本世紀百大最佳英文非小說」之一。而趁著書本的暢銷，1983年時導演菲力普·考夫曼（Philip Kaufman）將小說內容搬上大螢幕，拍攝成一部三小時長的同名電影。這部電影獲得當年奧斯卡金像獎的最佳效果剪輯、最佳影片剪輯、最佳配樂與最佳混音四項技術性獎項，也獲得最佳男配角與最佳影片提名差點獲獎。有趣的是查克·葉格本人也有參加本片的演出，不過他飾演的並不是自己本人，而是一個酒吧裡的老酒保，在片中開玩笑說自己因為沒有唸大學，所以NASA不願雇用他而只能在酒吧當差（事實上，學歷不夠高一直是葉格長年來事業上的最大弱點）。
除了書與電影外，葉格的名聲也曾擴及到電腦遊戲領域。1991年時美商藝電（Electronic Arts）曾經推出過一個個人電腦用空戰模擬遊戲《空中英雄長空會戰》（Chuck Yeager's Air Combat），在推出當時大受好評，縱使是多年後電腦軟硬體技術大幅進步，這套遊戲仍被認為是空戰遊戲裡少見、飛行感覺最接近真實的傑作之一；另外日本GONZO公司製作的萌系空戰動畫Strike Witches裡的角色夏洛特·E·葉格，亦是以查克·葉格為原型而設定的。

## 个人生活

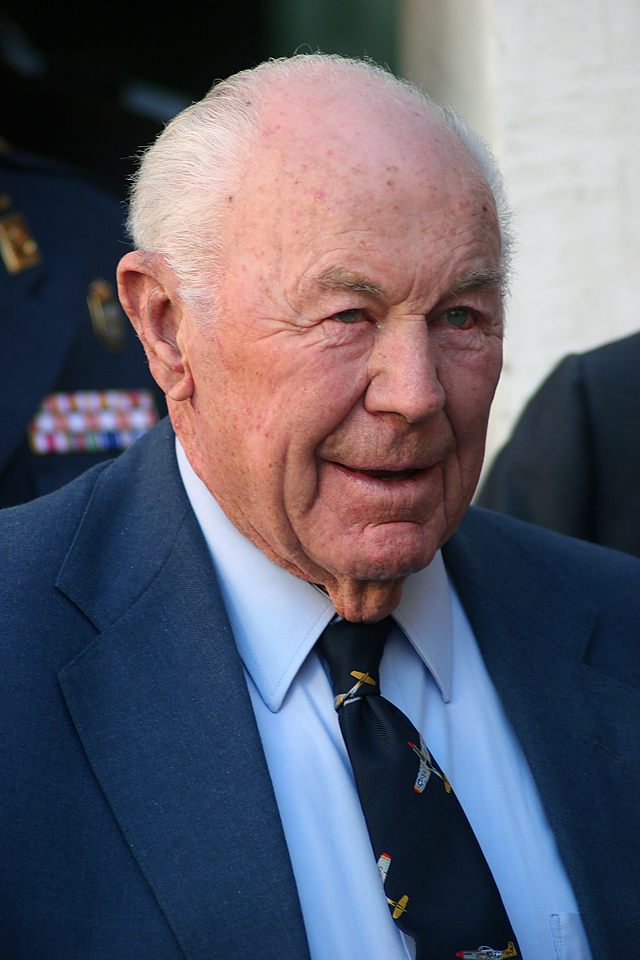
2010年時，葉格出席突破音障63週年紀念會

查克·葉格與妻子葛蘭妮斯是在1945年2月26日結婚，育有四名子女，長期以來葉格夫婦一直保持著非常完美的愛情與家庭關係，這點可以從葉格總是用葛蘭妮斯的名字替自己的座機命名看出，他們也被視為是傳統美國家庭觀念的典範。長年主持家務經營家族財務的葉格夫人在1990年12月時因為癌症過世，之後葉格維持了十年的單身生活，直到2000年時他結識了一位曾在1985年時演過一齣電影的前女演員維多莉亞·史考特·德安杰罗（Victoria Scott D'Angelo）並且迅速墜入愛河。對於這樁差了36歲的感情，葉格的子女與周遭的親友都極端不支持認為對方只是在利用他與覬覦其財產，但葉格仍執意在2003年時迎娶了維多莉亞。這件事使得葉格與自己的子女陷入對簿公堂爭奪財產的窘況，也多少損害了這位美式英雄幾乎保持了一輩子的正面形象。

## 影视形象
在动画强袭魔女中的夏洛特·叶格是以他为原型的女性角色，并且他本人了解过这部作品，并表示“no opinion”。

## 外部連結
- 官方网站
- Biography from ChuckYeager.org （页面存档备份，存于）
- U.S. Air Force: Chuck Yeager biography （页面存档备份，存于）
- Yeager in Biography.com （页面存档备份，存于）
- Biography in the National Aviation Hall of Fame （页面存档备份，存于）
- General Chuck Yeager, USAF, Biography and Interview （页面存档备份，存于） with Academy of Achievement American Academy of Achievement
- Biographical sketch，存档于（存檔日期 May 2, 2006）
- Airport Journals' "Chuck Yeager: Booming And Zooming" Part 1 （页面存档备份，存于） and Part 2 （页面存档备份，存于）
- "Chuck Yeager & the Sound Barrier" in Aerospaceweb.org （页面存档备份，存于）
- Space.com: Chuck Yeager
- 查克·葉格在互联网电影资料库（IMDb）上的資料（英文）
- 查克·葉格的Discogs页面（英文）